# Paul Grundner

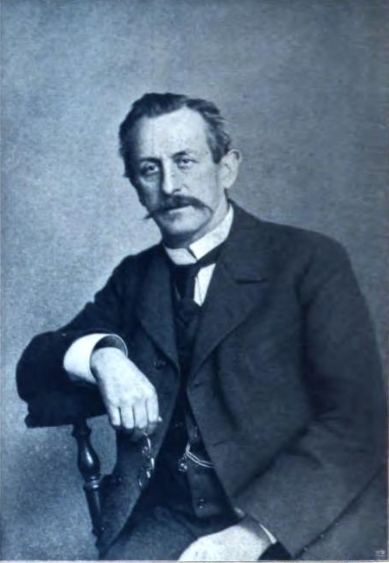
Porträtfoto des Berliner Fotografen Paul Grundner (1852–1919) von circa 1899

Paul Albert Ferdinand Grundner, auch Grundtner (geb. 2. Juni 1852 in Berlin; gest. 10. Februar 1919 ebenda), war ein deutscher Fotograf.

## Lebensweg
Paul Grundner wurde am 2. Juni 1852 in Berlin als Sohn des Fotografen (seit 1875: Hoffotografen) Albert Grundner (geb. 10. November 1825 in Berlin; gest. 10. September 1889 ebenda) und dessen Ehefrau Caroline Kienitz (1829–1916) geboren. Die Fotografen Rudolf Grundner (1854–1927) und Hugo Grundner (geb. 10. März 1858 in Berlin) waren seine Brüder.
Schon als 13-Jähriger begann Paul Grundner, sich mit Fotografie zu befassen. Überliefert ist, dass er im Atelier seines Vaters Kinder aus der Nachbarschaft fotografiert haben soll, was sein Vater daran bemerkte, dass sich seine Vorräte an Fotoplatten, Entwicklerflüssigkeit und dergleichen an Sonntagnachmittagen verringerten. Albert Grundner richtete im Jahre 1867 seinem inzwischen 15-jährigen Sohn Paul ein Laboratorium im Garten seines Hauses in der Wilhelmstraße 47 ein, wo Paul Grundner experimentieren und auf diese Weise seine Fotografiekenntnisse vertiefen konnte.
Paul Grundner besuchte die Königliche Realschule zu Berlin bis zur Obertertia, also bis zum Ende des neunten Schuljahres.
Mit 17 Jahren, im Jahr 1869, begann Paul Grundner eine Fotografen-Lehre bei seinem Vater und wurde Mitglied des Photographischen Vereins zu Berlin.
Nach Abschluss seiner Lehrzeit ging Grundner von Berlin nach Guben zu dem Fotografen H. Mattschas. Nach seiner Rückkehr nach Berlin arbeitete Grundner zwei Jahre lang im Fotoatelier von Ernst Milster (1840–1908). Im Jahr 1874, noch nicht ganz 22-jährig, machte Grundner sich selbständig. Am 1. April 1874 übernahm Grundner die Räume und das Geschäftsinventar des Fotoateliers Unter den Linden 54/55, das zuvor der Fotograf Franz Stolze (1836–1910) innegehabt hatte. Drei Jahre später, 1877, eröffnete Paul Grundner sein Atelier in seinem eigenen Hause in der Potsdamer Straße 111, dem Haus, das sein Vater 1877 erworben hatte. In diesem Haus befand sich für die kommenden 27 Jahre sein Fotoatelier. Paul Grundner betrieb für 30 Jahre, von 1874 bis 1904, sein fotografisches Atelier unter der Firmierung „Albert Grundner“, also unter dem gut eingeführten Namen seines (1889 verstorbenen) Vaters.
Im Juni 1875 gaben Paul Grundner und Maria Anna Martha Zernsdorff ihre Verlobung bekannt. Sie heirateten am 22. März 1876. Am 27. Februar 1877 wurde ihre gemeinsame Tochter Katharina Paula Juliane in Berlin geboren; sie starb am 15. März 1941 in Berlin. Eine weitere Tochter starb im September 1878 wenige Monate nach ihrer Geburt.
Paul Grundners wahrscheinlich wichtigste fotografische Leistung bestand in der Entwicklung des Grundner-Verschlusses, eines zuverlässigen Momentverschlusses für Fotokameras, der kurze Belichtungszeiten ermöglichte. Am 28. Februar 1878 meldete Paul Grundner seine „Vorrichtung an photographischen Apparaten, um die Wirkung des Objectivs beliebig aufhören oder eintreten zu lassen“ zum Patent an. Das entsprechende Patent wurde Grundner mit Wirkung vom 2. Januar 1879 unter der Nummer 6467 erteilt. Offenbar ist der Patentschutz bereits im darauffolgenden Jahr, also 1880, wieder erloschen. Grundner hat zwar nicht den Kameraverschluss für Momentaufnahmen erfunden, aber einen eigenen Bautyp entwickelt, der deutlich zuverlässiger funktionierte als Momentverschlüsse anderer Bauart, weswegen der Grundner-Verschluss noch bis nach dem Zweiten Weltkrieg in die meisten Atelierkameras eingebaut wurde.
1894 war Paul Grundner an der Zusammenführung der „Vereinigung praktischer Photographen“, die 1889 Grundners Freund, der Fotograf Carl Suck (1833–1891), gegründet hatte, mit dem „Photographischen Verein zu Berlin“ beteiligt.
Nach dem Rücktritt des Hoffotografen Julius Cornelius Schaarwächter (1847–1904) vom Vorsitz des Photographischen Vereins zu Berlin wurde Paul Grundner im Jahr 1894 oder 1895 zu dessen Nachfolger gewählt. Paul Grundner war im Jahr 1895, von 1897 bis 1906 und von 1913 bis 1919 Vorsitzender des Photographischen Vereins zu Berlin.
Paul Grundner bildete auch Photographen aus. Unter seinen Lehrlingen waren François Cornand, der 1879 ein Atelier in Berlin eröffnete, der spätere Hofphotograph Paul Strnad aus Erfurt, der spätere Hofphotograph Hubert Lill aus Mannheim (1863–1934) und der spätere Hofphotograph Alfred Weidener (geb. 6. März 1855 in Berlin), der jahrelang künstlerischer Leiter der Fotografen-Firma E. Bieber von Leonard Berlin-Bieber (1841–1931) war und im April 1902 die Fotografen-Firma Reichard & Lindner Unter den Linden 54/55 kaufte.
Paul Grundner war Obmann und Vorsitzender des „Rechtsschutz-Verbandes Deutscher Photographen-Vereine“ und langjähriges Mitglied der „Sachverständigenkammer für Photographie“. Grundner war im Jahr 1901 ordentliches Mitglied des „Königlich-Preußischen Sachverständigen-Vereins für Photographie“. Er war Kuratoriumsmitglied der Städtischen Fachschule für Photographen in Berlin und Lehrer an der Photographischen Lehranstalt des Lette-Vereins. An der Städtischen Fachschule unterrichtete Paul Grundner „photographische Buchführung“, zu diesem Thema hat er auch ein Lehr- und Handbuch herausgegeben.
Paul Grundners Engagement in verschiedenen Ämtern reichte über die Zeit seines Rückzuges aus dem Berufsleben hinaus.
Im Alter von noch nicht 67 Jahren verstarb Paul Grundner am 10. Februar 1919 in Berlin.

## Ehrungen und Auszeichnungen
- 1888: Ernennung zum Hof-Photographen[24]

- 1901: Medaille „für gewerbliche Leistungen“ in Silber[25]

- 1902 wurde Paul Grundner anlässlich seines 50. Geburtstages zum Ehrenmitglied des „Photographischen Vereins zu Berlin“ ernannt.[25]

- 1907: Ehrenvorsitzender des „Photographischen Vereins zu Berlin“[25]

- 1913: Goldene Medaille des „Photographischen Vereins zu Berlin“, anlässlich von dessen 50-jährigem Stiftungsfest[25]

- Ehrenmitglied des „Zentral-Verbandes Deutscher Photographen-Vereine“[25]